# Trenton (Missouri)
Trenton è un comune degli Stati Uniti d'America, situato nello Stato del Missouri, nella contea di Grundy, della quale è il capoluogo.